# Petasida ephippigera
Petasida ephippigera – gatunek owada prostoskrzydłego z rodziny Pyrgomorphidae. Jedyny znany przedstawiciel rodzaju Petasida.

## Opis
Ciało imagines charakterystycznie ubarwione, długie na 5–6 cm. Samice większe od samców. Głowa jaskrawopomarańczowa, z czterema czarnymi smugami biegnącymi parami zaraz pod oczami. Czułka pomarańczowoczarne. Przedplecze lśniąco granatowe z ciągnącymi się od górnej części głowy pomarańczowymi wcięciami. Odnóża pomarańczowe, na goleniach pierwszej i drugiej pary obecne mniej lub bardziej widoczne czarne smugi, natomiast trzecia para wyraźnie czarnoplamkowana. Skrzydła pomarańczowe, gęsto pokryte czarnymi plamami, a na tylnym brzegu w pełni czarne. Podobnie ubarwiony jest odwłok.
Nimfy we wczesnych stadiach bladozielone lub brązowawe. Z czasem przybierają ubarwienie zbliżone do dorosłych owadów, jednak wyróżnia je obecność białych plam na całej długości ciała.

## Biologia
Zamieszkuje piaszczyste tereny o kamienistym podłożu porośnięte gatunkami krzewów z rodzaju Pityrodia, na których owady te spędzają większość życia. Liście i łodygi roślin stanowią główny składnik diety zarówno imagines, jak i nimf. Młode owady wykluwają się pod koniec pory deszczowej, zazwyczaj w kwietniu. Rozwój nimf trwa długo, jednak znacznie przyśpiesza wraz z końcem pory suchej. Do przeobrażenia dochodzi pod koniec października, choć wyjątkowo także w ciepłe i wilgotne dni lipca i sierpnia. Imagines przebywają wysoko na gałązkach rośliny żywicielskiej. Latają niechętnie. Schwytane bądź w poczuciu zagrożenia potrafią wydzielać lepką, brązową ciecz, nieposiadającą jednak właściwości toksycznych lub żrących. Mechanizmem obronnym jest także jaskrawe ubarwienie owadów, sugerujące toksyczność lub niskie walory smakowe. Faktycznie, rośliny, na których żeruje P. ephippigera, zawierają w sobie duże ilości glikozydów o gorzkim smaku. Możliwe, że zwierzęta wchłaniają te związki do swoich organizmów. Wyjaśniałoby to brak znanych drapieżników owada (z wyjątkiem innych stawonogów). Samice prawdopodobnie składają jaja w okolicach podstawy pnia krzewu, ponieważ tam odnajdywane są młode nimfy. Imagines obserwowane do końca lutego, sporadycznie jeszcze w marcu.

## Występowanie
Zakres występowania gatunku ograniczony do północnej części Terytorium Północnego w Australii. Stałe populacje odnalezione w Parku Narodowym Kakadu, Nitmiluk oraz Keep River, a także w obrębie Ziemi Arnhema (głównie na zachodzie).

## Zagrożenia i ochrona
Miejsca, w których występuje Petasida ephippigera, znajdują się daleko od większych ośrodków działalności człowieka, często w obrębie obszarów chronionych. Nie oznacza to jednak, że populacje tego gatunku nie są narażone na zagrożenia. Najważniejszym z nich są wywoływane przez ludzi kontrolowane pożary w pobliżu ich siedlisk. Działania te od lat były regularnie przeprowadzane na tych terenach przez rdzenną ludność aborygeńską i są niezbędne dla uniknięcia zarastania i wymierania rdzennej flory. Mimo to od czasu, kiedy Aborygeni zaczęli zanikać na tych obszarach, podpalania zaczęto przeprowadzać rzadziej i znacznie później w porze suchej. W tym okresie owady są jeszcze nieuskrzydlonymi nimfami, co uniemożliwia im skuteczną ucieczkę przed ogniem. Larwy, które przetrwają pożar, często umierają z głodu, gdyż rośliny żywicielskie odrastają przez okres 2-4 tygodni. W taki sposób wymarła większość populacji w Parku Narodowym Kakadu w latach 90. XX wieku. Sugeruje się przeprowadzanie zabiegów wypalania z końcem listopada i początkiem grudnia, kiedy owady są już uskrzydlone, a w powietrzu obecne jest większe stężenie wilgoci, co ogranicza szybkie rozprzestrzenianie się ognia.

## W kulturze
W używanym przez część Aborygenów z Kakadu języku kundjeyhmi owad znany jest pod nazwą alyurr. Zwierzę związane jest z mityczną postacią Namarrkona, obecną w wierzeniach ludów Ziemi Arhema i okolic. Istota ta wędruje z Półwyspu Cobourg na południe, niosąc za sobą pioruny i gromy nadchodzących burz pory deszczowej. Alyurr to dzieci Namarrkona, które swoim pojawieniem się pod koniec pory suchej zwiastują bliskie przyjście swojego ojca.